# Machetazo
Machetazo est un groupe espagnol de metal extrême, originaire de La Corogne, actif entre 1994 et 2014.

## Histoire
Machetazo est formé à La Corogne, Espagne, en 1994, comme projet parallèle de deux autres groupes de death metal locaux. À l'origine, ils sont plus orienté noisecore que grindcore. Ils enregistrent deux démos, 46 Cabezas Aplastadas por un Yunque Oxidado en 1995, et Realmente Disfruto Comiendo Cadáveres en 1997. Ce dernier devient un succès underground international, et est remasetrisé en 1999 par le label américain label Fudgeworthy Records.
À ce stade, Machetazo devient un groupe à part entière, mais les problèmes de formation font qu'il continue avec seulement deux membres. Ils enregistrent leur premier album studio, Carne de Cementerio, en 1999, qui est publié par Razorback Records. Par la suite sortent plusieurs split singles. Avec Dopi comme seul membre original restant, aux côtés du guitariste Rober, Machetazo publie un deuxième, Trono de Huesos (2002). Dans cet album, le groupe s'oriente bien plus grind dans la veine de groupes comme Carcass et Repulsion. Après l'enregistrement de Trono de Huesos, Machetazo devient plus stable avec une formation comprenant : Dopi (batterie, chant) ; Carlos « Cadaver » (basse, chant), et Rober (guitare).
Après avoir testé cette formation sur deux singles, Machetazo sort un troisième album, en 2005, Sinfonías del Terror Ciego, un album-concept qui traite du réalisateur Amando de Ossorio. À la fin 2008, Carlos Cadaver quitte le groupe. Santi du groupe de grindcore Nashgul, devient le nouveau bassiste. Machetazo se sépare en 2014, après un dernier album, intitulé Ruin, publié en 2013,. L'écriture de ce derier opus s'était terminée en août 2012.

## Membres

### Derniers membres
- Dopi – batterie, chant (1994–2014)
- Rober – guitare, basse (2000–2014)

## Discographie
- 1994 : 46 cabezas aplastadas por un yunque oxidado (démo)
- 1997 : Realmente disfruto comiendo cadáveres (démo)/ 10" MLP (Fudgeworthy - USA)
- 2000 : Carne de cementerio CD/LP (Razorback Records - USA / Throne Records - Espagne)
- 2000 : Split 7" w/ Corrupted (Frigidity Records - Japon)
- 2000 : Split 7" w/ Rise Above (Sterilized Decay Records - R.-U)
- 2001 : Split 7" w/ Bodies Lay Broken (Al Pacino Records - USA)
- 2001 : Split MCD/7" w/ Abscess (Upground Records / Ironía Records / Throne - Espagne)